# Sunay Erdem
Pour les articles homonymes, voir Erdem.
Sunay Erdem (né le 17 mars 1971 à Shumen, Bulgarie) est un architecte paysagiste et architecte autodidacte turc.

## Biographie
Erdem est né en 1971 en Bulgarie et a émigré en 1989 en Turquie. En 1995, il a obtenu un baccalauréat en architecture paysagiste à l'Université d'Ankara. En 1998, il a fondé avec son frère, Günay Erdem, l'agence Erdem Architects, qui possède depuis des bureaux à Ankara, Istanbul et New York.

## Récompenses
Erdem a conçu des projets de développement urbain dans plus de 40 pays différents. Il a remporté le prix d'architecture turc dans la catégorie « présentation d'idées » en 2010. Il a également remporté le Prix d'architecture paysagiste turc en 2009, 2010 et 2013, qui est décerné par l'Association des architectes paysagistes de Turquie.